# Mejîricika, Korosten
Mejîricika (în ucraineană Межирічка) este localitatea de reședință a comunei Mejîricika din raionul Korosten, regiunea Jîtomîr, Ucraina.

## Demografie
Componența lingvistică a localității Mejîricika
     Ucraineană (97%)
     Rusă (1,29%)
     Alte limbi (1,29%)
Conform recensământului din 2001, majoritatea populației localității Mejîricika era vorbitoare de ucraineană (97%), existând în minoritate și vorbitori de rusă (1,29%).